# Mirra Aleksandrovna Andreeva
Mirra Aleksandrovna Andreeva (tiếng Nga: Мирра Александровна Андреева, IPA: [ˈmʲirə ɐlʲɪkˈsandrəvnə ɐnˈdrʲejɪvə]; sinh ngày 29 tháng 4 năm 2007) là một vận động viên quần vợt chuyên nghiệp người Nga. Cô có thứ hạng đánh đơn cao nhất là vị trí số 15 thế giới và thứ hạng đánh đôi cao nhất là vị trí số 51, theo bảng xếp hạng WTA, cả hai đều đạt được vào tháng 1 năm 2025. Andreeva đạt được thành tích tốt nhất ở một giải Grand Slam tại Giải quần vợt Pháp Mở rộng 2024, nơi cô vào đến bán kết ở tuổi 17. Cô cũng giành huy chương bạc Thế vận hội ở nội dung đôi nữ tại Thế vận hội Paris 2024, cùng với Diana Shnaider.

## Sự nghiệp

### Cấp độ trẻ
Andreeva là cựu số 1 thế giới ở cấp độ trẻ, vị trí mà cô đạt được vào ngày 29 tháng 5 năm 2023.

### 2022: Ra mắt WTA Tour
Andreeva có lần đầu tham dự vòng đấu chính WTA Tour tại giải Jasmin Open 2022, sau khi được đặc cách vào nội dung đơn. Tuy nhiên, cô thua ở vòng 1 trước hạt giống số 6 Anastasia Potapova sau ba set trong 2 giờ 35 phút.

### 2023: Vòng bốn Pháp Mở rộng, top 50
Vào tháng 1 năm 2023, Andreeva lọt vào trận chung kết nội dung đơn nữ trẻ tại Giải quần vợt Úc Mở rộng, nơi cô để thua trước đồng đội đánh đôi Alina Korneeva sau ba set.
Ở tuổi 15, xếp hạng 194, Andreeva được đặc cách vào vòng đấu chính của giải WTA 1000 Madrid Open và có trận thắng WTA Tour đầu tiên trước Leylah Fernandez. Với chiến thắng này, cô trở thành tay vợt trẻ thứ ba thắng một trận đấu ở vòng đấu chính tại một giải WTA 1000, chỉ sau Coco Gauff và CiCi Bellis. Ngoài ra, Andreeva là tay vợt 15 tuổi thứ hai đánh bại một đối thủ trong top-50 tại một giải WTA 1000, với Bellis là người đầu tiên vào năm 2015. Tiếp theo, cô đánh bại hạt giống số 13 Beatriz Haddad Maia để có chiến thắng đầu tiên trước một tay vợt trong top-20 và lọt vào vòng 3, trở thành tay vợt thứ bảy đánh bại một đối thủ trong top-20 trước tuổi 16 trong thế kỷ 21. Vào ngày sinh nhật thứ 16 của mình, cô có trận thắng thứ 16 ở cấp độ chuyên nghiệp trước một tay vợt top-20 khác, hạt giống số 17 Magda Linette, để lọt vào vòng 1/16. Sau đó, cô để thua trước nhà vô địch giải đấu sau đó, Aryna Sabalenka. Với kết quả này, Andreeva đã tăng hơn 50 bậc lên top 150 của bảng xếp hạng, ở vị trí số 146 thế giới vào ngày 8 tháng 5 năm 2023.
Andreeva có lần đầu tham dự giải Grand Slam tại Giải quần vợt Pháp Mở rộng sau khi vượt qua vòng loại để vào vòng đấu chính và sau đó đánh bại Alison Riske-Amritraj ở vòng 1 để có trận thắng đầu tiên ở một giải Grand Slam. Tiếp theo, cô đánh bại tay vợt đặc cách Diane Parry để có lần đầu tiên lọt vào vòng 3 tại một giải Grand Slam. Với kết quả này, cô đã trở thành tay vợt trẻ nhất đạt được thành tích này kể từ sau Sesil Karatantcheva vào năm 2005 và là tay vợt thứ bảy trong 30 năm qua vào được vòng đấu này tại Roland Garros trước khi bước sang tuổi 17. Mặc dù thắng set đầu, Andreeva để thua trước hạt giống số 6 Coco Gauff ở vòng 3. Cô đã tăng hơn 40 bậc trên bảng xếp hạng WTA, kém một bậc so với top 100, vào ngày 12 tháng 6 năm 2023.

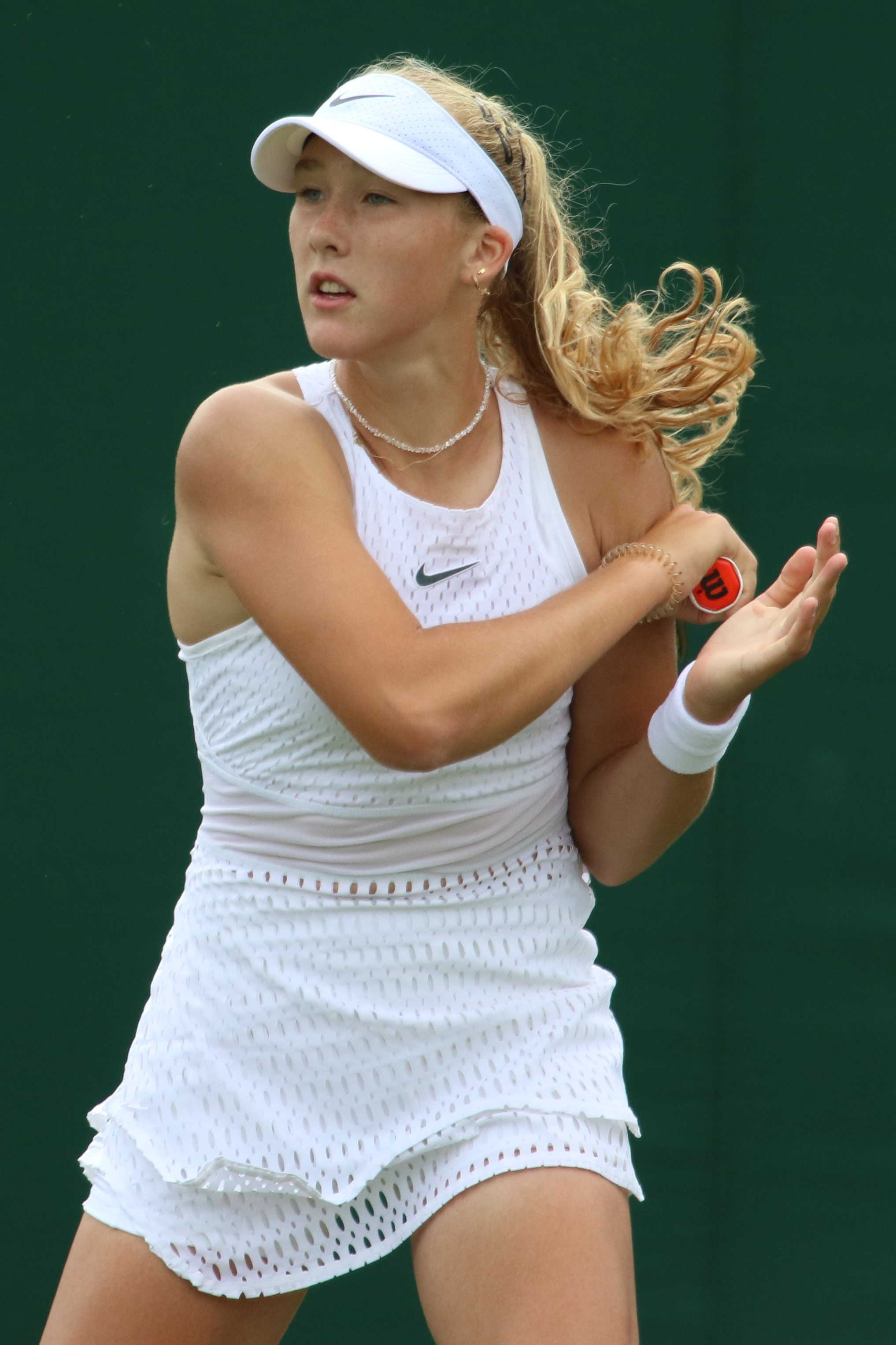
Andreeva tại Giải quần vợt Wimbledon 2023

Andreeva lần đầu tham dự vòng đấu chính Wimbledon sau khi vượt qua vòng loại. Cô lọt vào vòng ba sau khi đánh bại Wang Xiyu và hạt giống số 10 Barbora Krejčíková do đối thủ bỏ cuộc vì chấn thương. Tiếp theo, cô đánh bại tay vợt đồng hương Nga và là hạt giống số 22, Anastasia Potapova, để lọt vào vòng 4, trở thành tay vợt trẻ nhất kể từ sau Coco Gauff vào năm 2019 đạt được thành tích này tại All England Club. Với kết quả này, cô đã lọt vào top 70 trên bảng xếp hạng. Tại Giải quần vợt Mỹ Mở rộng, Andreeva giành chiến thắng ở vòng 1, trước khi thua ở vòng 2 trước nhà vô địch giải đấu sau đó Coco Gauff. Cô đạt được vị trí số 57 thế giới vào ngày 11 tháng 9 năm 2023. Tại giải China Open, cô vượt qua vòng loại và lọt vào vòng ba, nơi cô để thua trước Elena Rybakina, và lọt vào top 50 trên bảng xếp hạng.

## Đời tư
Andreeva là em gái của vận động viên quần vợt chuyên nghiệp Erika Andreeva. Cả hai sinh ra ở Krasnoyarsk, nhưng sau đó chuyển đến Moscow để tập luyện. Kể từ năm 2022, cô và Erika tập luyện tại Elite Tennis Center ở Cannes, Pháp, nơi từng là chỗ tập luyện của Daniil Medvedev.

## Thống kê sự nghiệp

### Grand Slam
| VĐ | CK | BK | TK | V# | RR | Q# | A | NH |

### Đơn
Tính đến Giải quần vợt Úc Mở rộng 2025.
| Giải đấu     | 2022 | 2023 | 2024 | 2025 | SR    | T–B  | % Thắng |
| ------------ | ---- | ---- | ---- | ---- | ----- | ---- | ------- |
| Úc Mở rộng   | A    | A    | V4   | V4   | 0 / 2 | 6–2  | 75%     |
| Pháp Mở rộng | A    | V3   | BK   |      | 0 / 2 | 7–2  | 78%     |
| Wimbledon    | A    | V4   | V1   |      | 0 / 2 | 3–2  | 60%     |
| Mỹ Mở rộng   | A    | V2   | V2   |      | 0 / 2 | 2–2  | 50%     |
| Thắng–Bại    | 0–0  | 6–3  | 9–4  | 3–1  | 0 / 8 | 18–8 | 69%     |

### Chung kết Thế vận hội

#### Đôi: 1 (huy chương bạc)
| Kết quả | Năm  | Giải đấu          | Mặt sân | Đồng đội       | Đối thủ                     | Tỷ số            |
| ------- | ---- | ----------------- | ------- | -------------- | --------------------------- | ---------------- |
| HCB     | 2024 | Thế vận hội Paris | Đất nện | Diana Shnaider | Sara Errani Jasmine Paolini | 6–2, 1–6, [7–10] |

## Chung kết ITF

### Đơn: 7 (6 danh hiệu, 1 á quân)
| Chú thích                 |
| ------------------------- |
| $100,000 tournaments      |
| $60,000 tournaments (1–0) |
| $25,000 tournaments (1–0) |
| $15,000 tournaments (2–1) |

| Chung kết theo mặt sân |
| ---------------------- |
| Cứng (2–1)             |
| Đất nện (2–0)          |
| Cỏ (0–0)               |
| Thảm (0–0)             |

| Kết quả | T–B | Thời gian         | Giải đấu                        | Cấp độ | Mặt sân | Đối thủ              | Tỷ số              |
| ------- | --- | ----------------- | ------------------------------- | ------ | ------- | -------------------- | ------------------ |
| Á quân  | 0–1 | Tháng 2 năm 2022  | ITF Sharm-El-Sheikh, Ai Cập     | 15,000 | Cứng    | Cody Wong Hong-yi    | 4–6, 1–6           |
| Vô địch | 1–1 | Tháng 4 năm 2022  | ITF Antalya, Thổ Nhĩ Kỳ         | 15,000 | Đất nện | Martina Colmegna     | 6–7(6–8), 6–0, 6–2 |
| Vô địch | 2–1 | Tháng 4 năm 2022  | ITF Antalya, Thổ Nhĩ Kỳ         | 15,000 | Đất nện | Silvia Ambrosio      | 7–5, 6–2           |
| Vô địch | 3–1 | Tháng 7 năm 2022  | ITF El Espinar, Tây Ban Nha     | 25,000 | Cứng    | Eva Guerrero Álvarez | 6–4, 6–2           |
| Vô địch | 4–1 | Tháng 11 năm 2022 | Meitar Open, Israel             | 60,000 | Cứng    | Rebecca Peterson     | 6–1, 6–4           |
| Vô địch | 5–1 | Tháng 4 năm 2023  | Chiasso Open, Thụy Sĩ           | 60,000 | Đất nện | Céline Naef          | 1–6, 7–6(7–3), 6–0 |
| Vô địch | 6–1 | Tháng 4 năm 2023  | Bellinzona Ladies Open, Thụy Sĩ | 60,000 | Đất nện | Fiona Ferro          | 2–6, 6–1, 6–4      |